# Перелік пам'яток історії Турійського району
У Турійському районі Волинської області станом на 2008 р. нараховується 78 пам'яток історії.
| № п/п       | Охоронний номер | Місцезнаходження пам'ятника, його адреса | Найменування пам'ятника                                                                                          | Датування | Автор                                      | Дата спорудження | Дата і № рішення облвиконкому (адміністрації), постанови Кабінету Міністрів України про взяття пам'ятника під охорону | На чиєму утриманні знаходиться  |
| ----------- | --------------- | ---------------------------------------- | --- | --------- | ------------------------------------------ | ---------------- | --- | ------------------------------- |
| 1.          | 252             | смт. Турійськ, вул. Володимирська        | Могила братська радянських воїнів                                                                                | 1944      | Лебідь І. М., Якуценко А. А., Лебідь Р. К. | 1967             | 360-р від 04.08.69р.                                                                                                  | Виконкому Турійської сел./р     |
| 2.          | 515             | смт. Турійськ                            | Могила розстріляних євреїв                                                                                       | 1942      |                                            |                  | 415-р від 22.06.99р.                                                                                                  | Виконкому Турійської сел./р     |
| 3.          | 775             | с. Блаженик                              | Пам'ятний знак на честь подвигу героїв Радянського Союзу Іванова О. Г., Солодова Ю. М., Харламова В., Саранчі М. | 1941-1944 |                                            | 1985             | 267-р від 25.08.86р.                                                                                                  | Виконкому Мокрецької с/р        |
| 4.          | 600             | с. Блаженик                              | Могила братська радянських воїнів                                                                                | 1944      |                                            |                  | 415-р від 22.06.99р.                                                                                                  | Виконкому Мокрецької с/р        |
| 5.          | 414             | с. Бобли                                 | Пам'ятник землякам                                                                                               | 1941-1945 | Місцеві майстри                            | 1968             | 267-р від 25.08.86р.                                                                                                  | Виконкому Боблівської с/р       |
| 6.          | 668             | с. Вербичне                              | Пам'ятник на честь секретаря Турійського райкому комсомолу В. І. Музиченка                                       | 1944      |                                            | 1981             | 267-р від 25.08.86р.                                                                                                  | Виконкому Туличівської с/р      |
| 7.          | 169             | с. Гайки                                 | Пам'ятник землякам                                                                                               | 1941-1945 | Лебідь І. М.,                              |                  | |                                 |
| Єфремов     |                 |                                          | |           |                                            |                  | |                                 |
| Майко О. Ф. |                 |                                          | |           |                                            |                  | |                                 |
|             | 1977            | 65-р від 10.02.82р.                      | Виконкому Гайківської с/р                                                                                        |           |                                            |                  | |                                 |
| 8.          | 540             | с. Годовичі                              | Могила радянських воїнів Самойленка І. І. та Коромислова Д. О.                                                   | 1944      |                                            |                  | 415-р від 22.06.99р.                                                                                                  | Виконкому Миляновичів-ської с/р |
| 9.          | 415             | с. Дольськ                               | Пам'ятник радянським воїнам та землякам                                                                          | 1941-1945 | Львівська кераміко-скульптурна фабрика     | 1975             | 477-р від 28.11.75р.                                                                                                  | Виконкому Кульчинської с/р      |
| 10.         | 533             | с. Дольськ                               | Могила радянського воїна Кондратюка П. Г.                                                                        | 1944      |                                            | 1989             | 415-р від 22.06.99р.                                                                                                  | Виконкому Кульчинської с/р      |
| 11.         | 534             | с. Дольськ                               | Могила радянського воїна Козлова П. А.                                                                           | 1944      |                                            | 1989             | 415-р від 22.06.99р.                                                                                                  | Виконкому Кульчинської с/р      |
| 12.         | 535             | с. Дольськ                               | Могила радянського воїна Бегельмана Л. З.                                                                        | 1944      |                                            | 1989             | 415-р від 22.06.99р.                                                                                                  | Виконкому Кульчинської с/р      |
| 13.         | 536             | с. Дольськ                               | Могила радянського воїна Коржавіна К. О.                                                                         | 1944      |                                            | 1989             | 415-р від 22.06.99р.                                                                                                  | Виконкому Кульчинської с/р      |
| 14.         | 537             | с. Дольськ                               | Могила радянського воїна Слюсаревського А. О.                                                                    | 1944      |                                            | 1989             | 415-р від 22.06.99р.                                                                                                  | Виконкому Кульчинської с/р      |
| 15.         | 416             | с. Дуліби                                | Пам'ятник землякам                                                                                               | 1941-1945 |                                            | 1974             | 477-р від 28.11.75р.                                                                                                  | Виконкому Соловичівської с/р    |
| 16.         | 939             | с. Дуліби                                | Могила старшого лейтенанта Поповича П. П.                                                                        | 1944      |                                            | 1991             | 265-р від 24.12.91р.                                                                                                  | Виконкому Соловичівської с/р    |
| 17.         | 940             | с. Дуліби                                | Могила невідомого радянського воїна                                                                              | 1944      |                                            | 1991             | 265-р від 24.12.91р.                                                                                                  | Виконкому Соловичівської с/р    |
| 18.         | 941             | с. Дуліби                                | Могила невідомого радянського воїна                                                                              | 1944      |                                            | 1991             | 265-р від 24.12.91р.                                                                                                  | Виконкому Соловичівської с/р    |
| 19.         | 942             | с. Дуліби                                | Могила невідомого радянського воїна                                                                              | 1944      |                                            | 1991             | 265-р від 24.12.91р.                                                                                                  | Виконкому Соловичівської с/р    |
| 20.         | 943             | с. Дуліби                                | Могила невідомого радянського воїна                                                                              | 1944      |                                            | 1991             | 265-р від 24.12.91р.                                                                                                  | Виконкому Соловичівської с/р    |
| 21.         | 541             | с. Залісці                               | Могила радянського воїна Бакунова                                                                                | 1944      |                                            |                  | 415-р від 22.06.99р.                                                                                                  | Виконкому Миляновичів-ської с/р |
| 22.         | 538             | с. Зілове                                | Могила братська радянських воїнів                                                                                | 1944      |                                            |                  | 415-р від 22.06.99р.                                                                                                  | Виконкому Миляновичів-ської с/р |
| 23.         | 518             | с. Клюськ                                | Пам'ятник землякам                                                                                               | 1941-1945 | Львівська кераміко-скульптурна фабрика     | 1975             | 457-р від 16.10.78р.                                                                                                  | Виконкому Клюської с/р          |
| 24.         | 949             | с. Клюськ                                | Могила радянського воїна Бертшивілі П. І.                                                                        | 1944      |                                            | 1991             | 265-р від 24.12.91р.                                                                                                  | Виконкому Клюської с/р          |
| 25.         | 614             | с. Кульчин                               | Могила Токарської-Карпук К. Т.                                                                                   | 1910-1944 | Львівська кераміко-скульптурна фабрика     | 1969             | 65-р від 10.02.82р.                                                                                                   | Виконкому Кульчинської с/р      |
| 26.         | 417             | с. Кульчин                               | Пам'ятник землякам                                                                                               | 1941-1945 | Кронгауз Г. А.                             | 1974             | 477-р від 28.11.75р.                                                                                                  | Виконкому Кульчинської с/р      |
| 27.         | 413             | с. Купичів                               | Могила братська радянських воїнів                                                                                | 1944      | Львівська кераміко-скульптурна фабрика     | 1956             | 477-р від 28.11.75р.                                                                                                  | Виконкому Купичівської с/р      |
| 28.         | 638             | с. Купичів                               | Могила братська воїнів російської армії                                                                          | 1915      | Бак Й.                                     | 1929             | 142-р від 29.04.84р.                                                                                                  | Виконкому Купичівської с/р      |
| 29.         | 519             | с. Кустичі                               | Пам'ятник землякам                                                                                               | 1941-1945 | Місцеві майстри                            | 1969             | 457-р від 16.10.78р.                                                                                                  | Виконкому Соловичівської с/р    |
| 30.         | 944             | с. Кустичі                               | Могила невідомого радянського воїна                                                                              | 1944      |                                            | 1991             | 265-р від 24.12.91р.                                                                                                  | Виконкому Соловичівської с/р    |
| 31.         | 945             | с. Кустичі                               | Могила братська рядового Лисиці і 2-х невідомих радянських воїнів                                                | 1944      |                                            | 1991             | 265-р від 24.12.91р.                                                                                                  | Виконкому Соловичівської с/р    |
| 32.         | 254             | смт. Луків                               | Могила братська радянських воїнів                                                                                | 1944      | Львівська кераміко-скульптурна фабрика     | 1954             | 360-р від 04.08.69р.                                                                                                  | Виконкому Луківської сел./р     |
| 33.         | 504             | смт. Луків                               | Могила лейтенанта Сафонова                                                                                       | 1939      |                                            |                  | 415-р від 22.06.99р.                                                                                                  | Виконкому Луківської сел./р     |
| 34.         | 531             | смт. Луків                               | Могила розстріляних євреїв                                                                                       | 1942      |                                            |                  | 415-р від 22.06.99р.                                                                                                  | Виконкому Луківської сел/р      |
| 35.         | 532             | смт. Луків                               | Могила розстріляних євреїв                                                                                       | 1944      |                                            |                  | 415-р від 22.06.99р.                                                                                                  | Виконкому Луківської сел/р      |
| 36.         | 420             | с. Маковичі                              | Пам'ятник землякам                                                                                               | 1941-1945 | Львівська кераміко-скульптурна фабрика     | 1969             | 477-р від 28.11.75р.                                                                                                  | Виконкому Маковичівської с/р    |
| 37.         | 421             | с. Миляновичі                            | Пам'ятник землякам                                                                                               | 1941-1945 | Місцеві майстри                            | 1971             | 477-р від 28.11.75р.                                                                                                  | Виконкому Миляновичів-ської с/р |
| 38.         | 539             | с. Миляновичі                            | Могила братська радянських воїнів                                                                                | 1944      |                                            |                  | 415-р від 22.06.99р.                                                                                                  | Виконкому Миляновичів-ської с/р |
| 39.         | 419             | с. Мокрець                               | Пам'ятник радянським воїнам, партизанам                                                                          | 1943      | Місцеві майстри                            | 1961             | 477-р від 28.11.75р.                                                                                                  | Виконкому Мокрецької с/р        |
| 40.         | 418             | с. Мокрець                               | Пам'ятник землякам                                                                                               | 1941-1945 | Львівська кераміко-скульптурна фабрика     | 1968             | 477-р від 28.11.75р.                                                                                                  | Виконкому Мокрецької с/р        |
| 41.         | 601             | с. Мочалки                               | Могила радянського воїна І. С. Гурова                                                                            | 1944      |                                            |                  | 415-р від 22.06.99р.                                                                                                  | Виконкому Маковичівської с/р    |
| 42.         | 521             | с. Новий Двір                            | Пам'ятник землякам                                                                                               | 1941-1945 | Львівська кераміко-скульптурна фабрика     | 1974             | 457-р від 16.10.78р.                                                                                                  | Виконкому Новодвірської с/р     |
| 43.         | 520             | с. Новосілки                             | Пам'ятник землякам                                                                                               | 1941-1945 | Львівська кераміко-скульптурна фабрика     | 1975             | 457-р від 16.10.78р.                                                                                                  | Виконкому Новосілківської с/р   |
| 44.         | 522             | с. Обенижі                               | Пам'ятник землякам                                                                                               | 1941-1945 | Львівська кераміко-скульптурна фабрика     | 1973             | 457-р від 16.10.78р.                                                                                                  | Виконкому Соловичівської с/р    |
| 45.         | 523             | с. Овлочин                               | Пам'ятник землякам                                                                                               | 1941-1945 | Львівська кераміко-скульптурна фабрика     | 1975             | 457-р від 16.10.78рю                                                                                                  | Виконкому Овлочинської с/р      |
| 46.         | 524             | с. Озеряни                               | Пам'ятник землякам                                                                                               | 1941-1945 | Львівська кераміко-скульптурна фабрика     | 1975             | 457-р від 16.10.78рю                                                                                                  | Виконкому Озерянської с/р       |
| 47.         | 935             | с. Озеряни                               | Могила братська радянських воїнів                                                                                | 1944      |                                            | 1991             | 265-р від 24.12.91р.                                                                                                  | Виконкому Озерянської с/р       |
| 48.         | 674             | с. Озеряни                               | Могила лейтенанта Крячкова М. Я.                                                                                 | 1944      |                                            |                  | 415-р від 22.06.99р.                                                                                                  | Виконкому Озерянської с/р       |
| 49.         | 629             | с. Озеряни                               | Могила невідомого радянського воїна                                                                              | 1944      |                                            |                  | 415-р від 22.06.99р.                                                                                                  | Виконкому Озерянської с/р       |
| 50.         | 632             | с. Озеряни                               | Могила невідомого радянського воїна                                                                              | 1944      |                                            |                  | 415-р від 22.06.99р.                                                                                                  | Виконкому Озерянської с/р       |
| 51.         | 655             | с. Озеряни                               | Могила невідомого радянського воїна                                                                              | 1944      |                                            |                  | 415-р від 22.06.99р.                                                                                                  | Виконкому Озерянської с/р       |
| 52.         | 671             | с. Озеряни                               | Могила невідомого радянського воїна                                                                              | 1944      |                                            |                  | 415-р від 22.06.99р.                                                                                                  | Виконкому Озерянської с/р       |
| 53.         | 508             | с. Окунин, в лісі                        | Могила розстріляних євреїв                                                                                       | 1942      |                                            |                  | 415-р від 22.06.99р.                                                                                                  | Виконкому Новосілківської с/р   |
| 54.         | 525             | с. Оса                                   | Пам'ятник землякам                                                                                               | 1941-1945 | Львівська кераміко-скульптурна фабрика     | 1976             | 457-р від 16.10.78р.                                                                                                  | Виконкому Боблівської с/р       |
| 55.         | 526             | с. Осьмиговичі                           | Пам'ятник землякам                                                                                               | 1941-1945 | Львівська кераміко-скульптурна фабрика     | 1975             | 457-р від 16.10.78р.                                                                                                  | Виконкому Новодвірської с/р     |
| 56.         | 422             | с. Перевали                              | Пам'ятник землякам та радянським воїнам                                                                          | 1941-1945 | Стигар М. С., Майко О. Ф.                  | 1969             | 477-р від 28.11.75р.                                                                                                  | Виконкому Перевалівської с/р    |
| 57.         | 545             | с. Радовичі                              | Могила лейтенанта Зуєва А. Г.                                                                                    | 1944      |                                            |                  | 415-р від 22.06.99р.                                                                                                  | Виконкому Туличівської с/р      |
| 58.         | 550             | с. Радовичі                              | Могила лейтенанта Плескача П.                                                                                    | 1944      |                                            |                  | 415-р від 22.06.99р.                                                                                                  | Виконкому Туличівської с/р      |
| 59.         | 553             | с. Радовичі                              | Могила рядового Абрашина В. Ф.                                                                                   | 1944      |                                            |                  | 415-р від 22.06.99р.                                                                                                  | Виконкому Туличівської с/р      |
| 60.         | 424             | с. Ружин                                 | Пам'ятник землякам                                                                                               | 1941-1945 | Місцеві майстри                            | 1968             | 477-р від 28.11.75р.                                                                                                  | Виконкому Ружинської с/р        |
| 61.         | 936             | с. Ружин                                 | Могила радянського воїна майора Аманова Байрама                                                                  | 1944      |                                            | 1991             | 265-р від 24.12.91р.                                                                                                  | Виконкому Ружинської с/р        |
| 62.         | 937             | с. Ружин                                 | Могила радянського воїна Косаря І. Д.                                                                            | 1944      |                                            | 1991             | 265-р від 24.12.91р.                                                                                                  | Виконкому Ружинської с/р        |
| 63.         | 938             | с. Ружин                                 | Могила радянського воїна Ніни                                                                                    | 1944      |                                            | 1991             | 265-р від 24.12.91р.                                                                                                  | Виконкому Ружинської с/р        |
| 64.         | 527             | с. Свинарин                              | Пам'ятник землякам                                                                                               | 1941-1945 | Львівська кераміко-скульптурна фабрика     | 1974             | 457-р від 16.10.78р.                                                                                                  | Виконкому Купичівської с/р      |
| 65.         | 559             | с. Свинарин                              | Могила радянського воїна Коточилова                                                                              | 1944      |                                            |                  | 415-р від 22.06.99р.                                                                                                  | Виконкому Купичівської с/р      |
| 66.         | 564             | с. Свинарин                              | Могила братська радянських воїнів                                                                                | 1944      |                                            |                  | 415-р від 22.06.99р.                                                                                                  | Виконкому Купичівської с/р      |
| 67.         | 528             | с. Селець                                | Пам'ятник землякам та партизанам                                                                                 | 1941-1945 | Львівська кераміко-скульптурна фабрика     | 1975             | 457-р від 16.10.78р.                                                                                                  | Виконкому Клюської с/р          |
| 68.         | 423             | с. Соловичі                              | Пам'ятник землякам                                                                                               | 1941-1945 | Місцеві майстри                            | 1965             | 477-р від 28.11.75р.                                                                                                  | Виконкому Соловичівської с/р    |
| 69.         | 946             | с. Соловичі                              | Могила братська радянських воїнів                                                                                | 1944      | Місцеві майстри                            | 1991             | 265-р від 24.12.91р.                                                                                                  | Виконкому Соловичівської с/р    |
| 70.         | 947             | с. Соловичі                              | Могила невідомого радянського воїна                                                                              | 1944      | Місцеві майстри                            | 1991             | 265-р від 24.12.91р.                                                                                                  | Виконкому Соловичівської с/р    |
| 71.         | 948             | с. Соловичі                              | Могила невідомого радянського воїна                                                                              | 1944      |                                            | 1991             | 265-р від 24.12.91р.                                                                                                  | Виконкому Соловичівської с/р    |
| 72.         | 517             | с. Сушибаба                              | Могила розстріляних євреїв                                                                                       | 1942      |                                            |                  | 415-р від 22.06.99р.                                                                                                  | Виконкому Озерянської с/р       |
| 73.         | 529             | с. Туличів                               | Пам'ятник землякам                                                                                               | 1941-1945 | Львівська кераміко-скульптурна фабрика     | 1975             | 457-р від 16.10.78р.                                                                                                  | Виконкому Туличівської с/р      |
| 74.         | 253             | с. Тупали                                | Пам'ятник на честь члена КПЗУ М. С. Солодюка                                                                     | 1898-1936 |                                            | 1959             | 65-р від 10.02.82р.                                                                                                   | Виконкому Миляновичів-ської с/р |
| 75.         | 567             | с. Тупали                                | Могила радянського воїна Запотилюка                                                                              | 1944      |                                            |                  | 415-р від 22.06.99р.                                                                                                  | Виконкому Миляновичів-ської с/р |
| 76.         | 628             | с. Туричани                              | Могила братська радянських воїнів                                                                                | 1944      | Місцеві майстри                            | 1965             | 65-р від 10.02.82р.                                                                                                   | Виконкому Соловичівської с/р    |
| 77.         | 530             | с. Туропин                               | Пам'ятник землякам                                                                                               | 1941-1945 | Львівська кераміко-скульптурна фабрика     | 1972             | 457-р від 16.10.78р.                                                                                                  | Виконкому Мокрецької с/р        |
| 78.         | 620             | с. Туропин                               | Могила невідомого радянського воїна                                                                              | 1944      |                                            |                  | 415-р від 22.06.99р.                                                                                                  | Виконкому Мокрецької с/р        |
|             |                 |                                          | |           |                                            |                  | |                                 |

## Джерело
- Пам'ятки Волинської області